# Rolf Bietmann
Rolf Bietmann (* 18. Mai 1954 in Bork) ist ein deutscher Unternehmer, Rechtsanwalt und Politiker. Er war von 2002 bis 2005 für die CDU Mitglied des Deutschen Bundestages.

## Biografie

### Ausbildung und beruflicher Werdegang
Nach dem Abitur im Jahre 1972 studierte Bietmann Rechtswissenschaften in Köln und absolvierte 1977 das erste und 1982 das zweite juristische Staatsexamen, beide mit Prädikat. 1981 wurde er mit einer kirchenarbeitsrechtlichen Dissertation zum Dr. jur.promoviert. Die von Peter Hanau betreute Arbeit wurde von der Konrad-Adenauer-Stiftung gefördert, deren Stipendiat Bietmann ist.
Bietmann war von 1982 bis 1984 als Syndikusanwalt beim WDR tätig. Anschließend machte er sich als Rechtsanwalt selbständig und ist heute geschäftsführender Partner der Sozietät Bietmann Rechtsanwälte Steuerberater PartmbB.
Er veröffentlichte Schriften zur betrieblichen Mitbestimmung im kirchlichen Dienst, darunter den Standardkommentar zur Rahmenordnung für eine Mitarbeitervertretungsordnung der katholischen Kirche, zur Statusbeurteilung von Arbeitnehmern im Rundfunk und in den neuen Medien und zum Kündigungsschutz. Von 1985 bis 1995 war Bietmann Lehrbeauftragter für Wirtschafts- und Arbeitsrecht an der Fachhochschule Köln. Zum Wintersemester 1995/1996 wurde Bietmann durch den Wissenschaftsminister des Freistaates Thüringen zum Professor für Wirtschafts- und Arbeitsrecht an die Fachhochschule Erfurt berufen. Seine Lehrtätigkeit als Professor endete mit dem Ende des Sommersemesters 2020. Am Sitz des Bundesarbeitsgerichtes ist er Mitgründer des Erfurter Gesellschaft zur Pflege des Arbeits- und Wirtschaftsrechts e.V.
Bietmann arbeitet bei verschiedenen Beteiligungsgesellschaften mit: er ist geschäftsführender Gesellschafter der B-Connect GmbH, die sich mit Public-Affairs-Aktivitäten befasst. Die Bietmann Datenschutz Gesellschaft mbH ist auf dem Gebiet des Datenschutzes tätig. Beide Gesellschaften beraten Führungskräfte der Wirtschaft und Prominente aus Politik und Gesellschaft, insbesondere in Krisensituationen, insbesondere in Fragen von Persönlichkeitsrechten. Bietmann befand sich selbst in jahrelangen Auseinandersetzungen mit zum Teil erheblichen Persönlichkeitsrechtsverletzungen. Als Gesellschafter der RBS Infrakom GmbH befasst er sich mit Fragen der Förderung kommunaler Infrastruktur. Bietmann unterhält über Jahrzehnte gewachsenen Netzwerke in Deutschland und darüber hinaus. In einer Reportage des WDR wurde 2003 das Geschick beleuchtet, „mit dem der vielseitige Bietmann zum richtigen Zeitpunkt in seine jeweiligen Rollen als Politiker, Rechtsberater und Geschäftsmann schlüpft“. Für seine Mandanten aus Wirtschaft, Politik und Gesellschaft liegt darin eine besondere Stärke, weshalb er als Berater gesucht ist. Diese Mandate werden meist nicht öffentlich gemacht. Bekannt ist, dass Bietmann rechtsanwaltlich unter anderem 2002 Hellmut Trienekens vertreten hat, eine der zentralen Figuren der Affäre um die Kölner Müllverbrennungsanlage. Nach anonymer Strafanzeige geriet er kurz selbst in den Blick der Staatsanwaltschaft Köln, die Ermittlungen gegen ihn wurden aber ohne Schuldfeststellung eingestellt. Weitere Anfeindungen konnte er erfolgreich abwehren. Dazu gehört etwa die Diskussion um Einzelheiten seines Beratervertrags mit der Stadtsparkasse Köln, in deren Gefolge die Sparkasse Schadensersatz von Bietmann und dem früheren Vorstandsvorsitzenden der Sparkasse Gustav Adolf Schröder forderte. Die Klage wurde vom Landgericht Köln am 26. Juli 2011 vollständig abgewiesen. Das auch strafrechtlich mit der Sache befasste Landgericht Köln vermochte kein strafrechtlich relevantes Verhalten zu erkennen. Es stellte das gegen Bietmann geführte Verfahren gemäß § 153a StPO ohne jede Schuldfeststellung ein. Die Sparkasse verpflichtete sich zudem, Behauptungen über schädigendes Verhalten von Bietmann zu unterlassen und nicht zu wiederholen. Rolf Bietmann kann damit als ein prominentes Beispiel für das Phänomen SLAPP gelten. Diese Vorgehensweise zur Behinderung, Einschränkung oder Sanktionierung anwaltlicher Berufsausübung oder bürgerlicher Grundfreiheiten ist mittlerweile von der Richtlinie (EU) 2024/1069 (Anti-SLAPP-Richtlinie) vom 11. April 2024 zum Schutz von Personen, die sich öffentlich beteiligen, vor offensichtlich unbegründeten Klagen oder missbräuchlichen Gerichtsverfahren untersagt und muss von den Mitgliedsstaaten der EU innerhalb von zwei Jahren in nationales Recht umgesetzt werden. Anfang der 2020er Jahre haben andere von Bietmann anwaltlich geführte Verfahren bundesweit vielfache Aufmerksamkeit erregt. Dazu gehören das von ihm für Simone Standl 2021 gegen den WDR geführte Arbeitsrechtsverfahren, dass wegen der dort thematisierten Altersdiskriminierung bei der größten deutschen Rundfunkanstalt über Nordrhein-Westfalen hinaus Medienecho fand. Im Maskenstreit, der seit Beginn der Coronapandemie das Bundesgesundheitsministerium juristisch beschäftigte, vertritt er die Lieferantenseite im Bereich Konfliktlösung. Weitere Mandate aus dem ärztlichen Bereich waren die Vertretung einer schwangeren Klinikärztin, die trotz Schwangerschaft auf Stationen eingeteilt wurde, auf denen auch Covid-19-Patienten lagen, der jahrelang währende Streit um den Chef der Uni-Medizin des UKM Rostock, der mit einer von Bietmann verhandelten Millionenabfindung für Vorstandschef Christian Schmidt endete und die Vertretung eines Chirurgen am Klinikum Köln-Merheim, der während einer laufenden Operation gekündigt wurde, oder der Streit um die fristlose Entlassung von Johannes Zeichen, Direktor der Klinik für Unfallchirurgie und Orthopädie der Mühlenkreiskliniken, sowie der Fall eines bekannten Chefarztes am Klinikum Region Hannover (KRH), dem der Vorwurf falscher Abrechnung gemacht wurde und dessen Reputation vollständig wiederhergestellt werden konnte und das Verfahren für den Chefarzt der Geriatrie des Aachener Luisenhospitals. Auch die erfolgreiche Vertretung des Köln-Bonner Flughafenchefs des Vize-Chefs und des Präsidenten des rheinland-pfälzischen Hotel- und Gaststättenverbands sowie das Mandat der Kölner Handwerkskammer im Streit mit ihren Geschäftsführern brachten Bietmann starke mediale Präsenz. Im Bereich des kirchlichen Arbeitsrechts ist er wegen seiner besonders langjährigen praktischen und wissenschaftlichen Erfahrungen gefragter Interviewpartner.

### Politischer Werdegang
Nachdem Bietmann zunächst dem Republikanischen Club angehörte, trat er 1970 der CDU und der Jungen Union bei und gehörte seit 1977 dem Vorstand der CDU in Köln an. Von 1975 bis 2004 war Bietmann Mitglied des Rates der Stadt Köln und von 1998 bis 2003 Fraktionsvorsitzender der CDU im Kölner Stadtrat. Außerdem bekleidete er von 1987 bis 1991 das Amt des 1. Bürgermeisters der Stadt Köln.
Bietmann war seit den 1990er Jahren eine der einflussreichsten Persönlichkeiten der Kölner Stadtpolitik und hatte Ämter in der Kölner CDU, dem Stadtrat und in Aufsichtsräten öffentlicher Unternehmen inne, im Laufe der Jahre unter anderem der Vorsitz des Verwaltungsrats der Stadtsparkasse Köln und des Aufsichtsrats der RheinEnergie AG.
Bietmann wurde über die Landesliste Nordrhein-Westfalen der CDU 2002 in den Bundestag gewählt. Dort engagierte er sich bis 2005 insbesondere in der Wirtschafts- und Umweltpolitik, war Berichterstatter für Energiepolitik und die freien Berufe und leitete den Arbeitskreis Kernenergie der CDU/CSU-Bundestagsfraktion. Bei der Bundestagswahl 2005 belegte er auf der NRW-Landesliste lediglich Platz 49 und schaffte es somit nicht, wieder in den Bundestag einzuziehen, da er sich auch in seinem Wahlkreis Köln II gegen Lale Akgün (SPD) nicht das Direktmandat sichern konnte. 2008 wurde Rolf Bietmann von der CDU-Mitgliederversammlung des Wahlkreises Köln II bei zwei Gegenkandidaten zum Direktkandidaten für die Bundestagswahl 2009 gewählt.
Bietmann interessierte sich schon früh für die Pflege der Ost-West-Beziehungen und ist Mitglied des Ost-Ausschusses der Deutschen Wirtschaft. Insbesondere die Förderung guter Beziehungen zur Russischen Föderation sind ihm ein wichtiges Anliegen. Bietmann, der schon als Schüler russisch gelernt hat, sieht darin eine Möglichkeit, seinen Beitrag zur Aufarbeitung des durch Nazideutschland verursachten Leids zu leisten. Das Wirtschaftskomitee Deutschland berief ihn zum Senator im Kreis der Familienunternehmer Deutschlands. Im Jahr 2019 eröffnete er mit seiner Frau eine zusammen mit der Sozietät finanzierte Grundschule für 550 Kinder in Malawi. Diese wird derzeit um einen Erweiterungsbau für die Senior Primary Klassenstufen 5 bis 8 mit einer zusätzlichen Kapazität für 600 Schüler vergrößert, die Fertigstellung soll im September 2023 erfolgen.

### Persönliches
Anlässliches seines 70. Geburtstags gab seine Sozietät ihm zu Ehren ein Fest in der Kölner Flora mit 440 Repräsentanten aus dem politischen und wirtschaftlichen Leben der Stadt. Am 8. Juli 2024 gab die Oberbürgermeisterin der Stadt Köln, Frau Henriette Reker, ihm als einer „der prägenden Figuren der Kölner Gesellschaft und der Kölner Politik“ einen Empfang im Historischen Rathaus der Stadt Köln.

## Mitgliedschaften und Ehrenämter
- Ost-Ausschuss der Deutschen Wirtschaft
- Erfurter Gesellschaft zur Pflege des Arbeits- und Wirtschaftsrechts, Erfurt (Vorsitz)
- Sarlette Bleses Stiftung, Köln (Mitglied des Vorstandes)
- Kuratorium der Kölner Philharmonie
- Kuratorium der Oper der Stadt Köln
- FG FINANZ-SERVICE Aktiengesellschaft (Mitglied des Aufsichtsrats)
- Verwaltungsrat Kölner Eishockey Club Die Haie e.V.
- Kölner Funken Artillerie blau-weiß von 1870 e.V.

## Auszeichnungen
Rolf Bietmann ist Träger des Bundesverdienstkreuzes.

## Filme
- Beraten und verkauft – Wie Politiker und Investoren bei der Sparkasse KölnBonn abkassierten, Dokumentarfilm aus der Reihe Die Story im Ersten, von Ingolf Gritschneder und Georg Wellmann[63]
- Der Schlachtplan – Die sauberen Geschäfte des Abgeordneten Bietmann, Dokumentarfilm aus der Reihe Die Story im Ersten, von Ingolf Gritschneder und Georg Wellmann[64]